# Sérvia Revolucionária
Sérvia Revolucionária (em sérvio:  Устаничка Србија / Ustanička Srbija), ou Sérvia de Karađorđe (em sérvio:  Карађорђева Србија / Karađorđeva Srbija), refere-se ao estado estabelecido pelos revolucionários sérvios na Sérvia Otomana (Sanjaco de Smederevo) após o início da Primeira Revolta Sérvia contra o Império Otomano em 1804. A Sublime Porta reconheceu oficialmente o estado como autônomo pela primeira vez em janeiro de 1807; no entanto, os revolucionários sérvios rejeitaram o tratado e continuaram lutando contra os otomanos até 1813. Embora a primeira revolta tenha sido esmagada, foi seguida pela Segunda Revolta Sérvia em 1815, que resultou na criação do Principado da Sérvia, uma vez que ganhou a semi-independência do Império Otomano em 1817.

## História política

### Memorando de Stratimirović
O Memorando de Stratimirovic, um documento histórico e político, surgiu no contexto das complexas tensões étnicas e políticas nos Balcãs durante o final do século XVIII e início do século XIX. Escrito pelo líder sérvio, Stevan Stratimirović, o memorando delineava as aspirações e preocupações da população sérvia sob o domínio Habsburgo. Este documento foi significativo por expressar o desejo dos sérvios de maior autonomia e melhores condições de vida, bem como por destacar as injustiças e discriminações enfrentadas pela comunidade sérvia. Além disso, o memorando teve um papel importante na formação da identidade nacional sérvia e na luta pela independência e auto-governo, refletindo as esperanças de um povo em busca de reconhecimento e direitos dentro de um império multicultural. 

#### Paz de Ičko
Entre julho e outubro de 1806, Petar Ičko, um dragomano (tradutor-diplomata) otomano e representante dos rebeldes sérvios, negociou um tratado de paz conhecido na historiografia como "Paz de Ičko". Ičko foi enviado duas vezes a Constantinopla na segunda metade de 1806 para negociar a paz. Os otomanos pareciam prontos a conceder autonomia à Sérvia após as vitórias dos rebeldes em 1805 e 1806, também pressionados pelo Império Russo, que havia tomado a Moldávia e a Valáquia; eles concordaram com uma espécie de autonomia e estipulação mais clara de impostos em janeiro de 1807, altura em que os rebeldes já tinham tomado Belgrado. Os rebeldes rejeitaram o tratado e procuraram ajuda russa para a sua independência, enquanto os otomanos declararam guerra à Rússia em dezembro de 1806. Um tratado de aliança Russo-Sérvia foi assinado em 10 de junho de 1807. 

#### Aliança Russo-Sérvia
Em 10 de julho de 1807, os rebeldes sérvios sob o comando de Karađorđe assinaram uma aliança com o Império Russo durante a Primeira Revolta Sérvia. Depois que o Império Otomano se aliou à França de Napoleão no final de 1806 e posteriormente entrou em guerra com a Rússia e a Grã-Bretanha, procurou atender às demandas dos rebeldes sérvios. Ao mesmo tempo, os russos ofereceram ajuda e cooperação aos sérvios. Os sérvios escolheram a aliança com os russos em vez da autonomia sob os otomanos (conforme estabelecido pela "Paz de Ičko"). Karađorđe receberia armas e missões militares e médicas, o que provou ser um ponto de viragem na Revolução Sérvia. 

## Governo

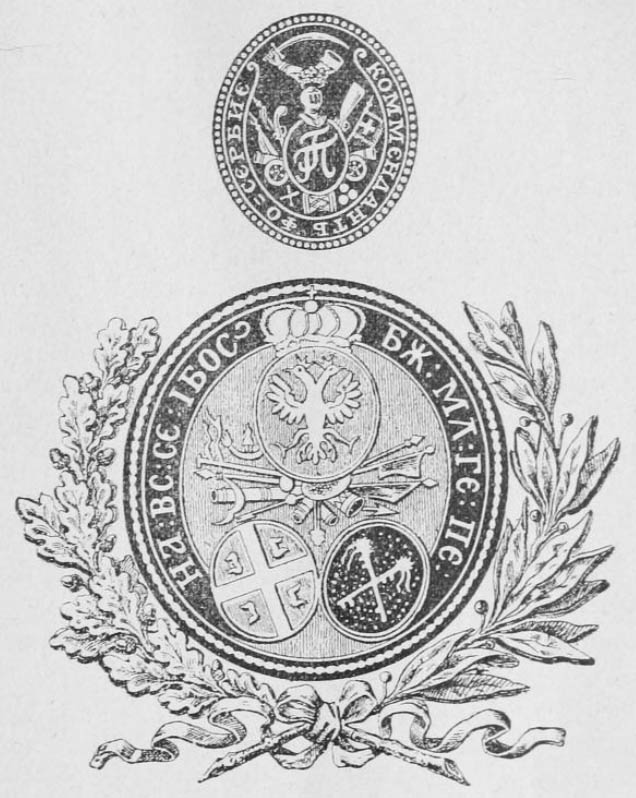
Selos do Grande Vožd

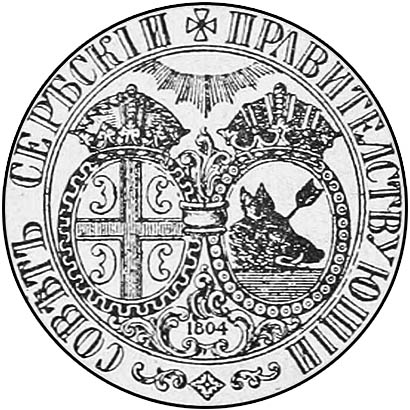
Selo do Conselho Governante

O governo foi dividido entre o Grand Vožd Karađorđe, o Narodna Skupština (Assembleia Popular) e o Praviteljstvujušči Sovjet (Conselho Governante), estabelecido em 1805.

### Conselho Governante
O Conselho Governante foi estabelecido por recomendação do Ministro dos Negócios Estrangeiros Russo Czartoryski e sob proposta de alguns dos voivodas (Jakov e Matija Nenadović, Milan Obrenović, Sima Marković).  A ideia de Boža Grujović, o primeiro secretário, e de Matija Nenadović, o primeiro presidente, era que o conselho se tornasse o governo do novo estado sérvio.  Tinha que organizar e supervisionar a administração, a economia, o abastecimento do exército, a ordem e a paz, o judiciário e a política externa. 
| Data             | Membros |
| ---------------- | --- |
| Agosto de 1805   | Mladen Milovanović, Avram Lukić, Jovan Protić, Pavle Popović, Velisav Stanojlović, Janko Đurđević, Đurica Stočić, Milisav Ilijić, Ilija Marković, Vasilije Radojičić (Popović, Jović), Milutin Vasić, Jevto Savić-Čotrić, Dositej Obradović e Petar Novaković Čardaklija |
| Final de 1805    | Arcipreste Matija Nenadović (presidente) e os membros Jakov Nenadović, Janko Katić, Milenko Stojković, Luka Lazarević e Milan Obrenović. |
| Novembro de 1810 | Jakov Nenadović (presidente), os membros Pavle Popović, Velisav Perić, Vasilije Jović (Radojičić), Janko Đurđević, Dositej Obradović, Ilija Marković e os secretários Stevan Filipović e Mihailo Grujović.                                                               |

### Ministérios
Em 1811, o sistema de governo foi reorganizado, com a formação de ministérios (popečiteljstva) em vez de representantes nahija.
| Ministérios             | Ministros                                                |
| ----------------------- | -------------------------------------------------------- |
| Presidente              | Karađorđe (s. –1813)                                     |
| Assuntos Internacionais | Milenko Stojković (s. 1811); Miljko Radonić (s. 1811–12) |
| Educação                | Dositej Obradović (s. 1811); Ivan Jugović (s. 1811–12)   |
| Militares               | Mladen Milovanović (s. 1811–13)                          |
| Assuntos internos       | Jakov Nenadović (s. 1811–13)                             |
| Lei                     | Petar Dobrnjac (s. 1811); Ilija Marković (s. 1811–13)    |
| Finança                 | Sima Marković (s. 1811–13)                               |
| Secretários             | Mihailo Grujović (1º) e Stevan Filipović (2º)            |

## Mapas

Território da Sérvia Revolucionária
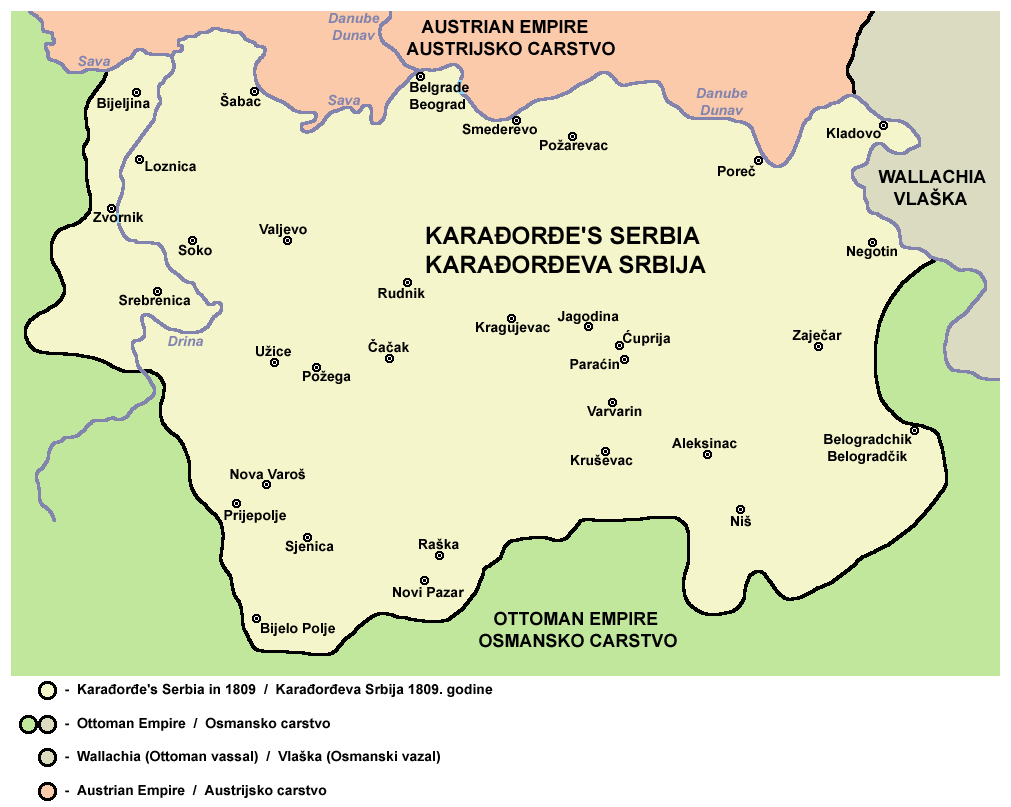
Em 1809
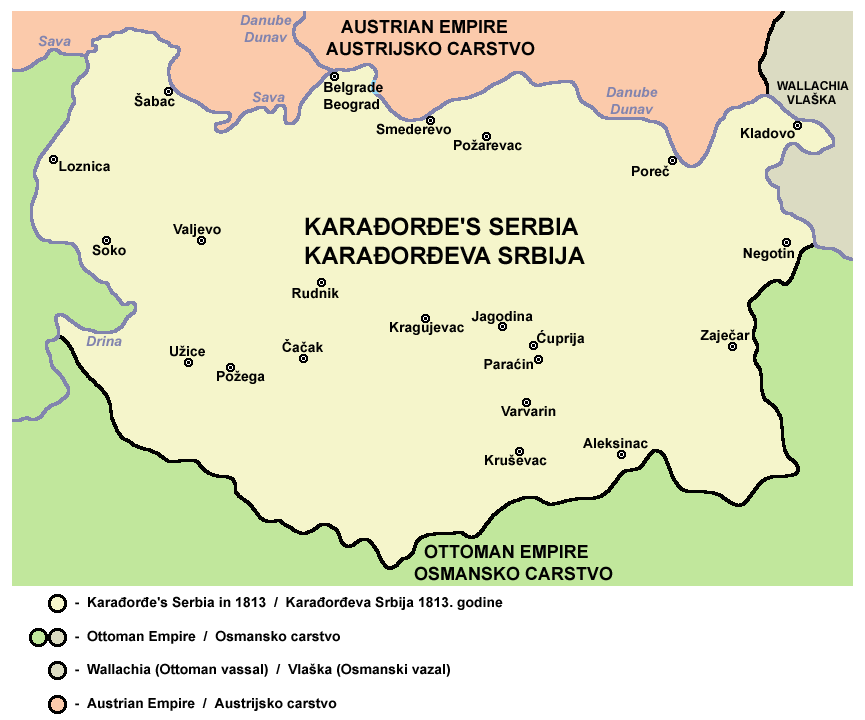
Em 1813